# رتيبة آكلات الموز
رتيبة آكلات الموز (الاسم العلمي: Musophagi) هي رتيبة من الطيور تتبع رتبة الواقواقيات.

## فصائل
تضم هذه الرتيبة فصيلة وحيدة هي:
- آكلات الموز